# Mollendo
Mollendo es una ciudad peruana capital del distrito homónimo y de la provincia de Islay, ubicada en el departamento de Arequipa en el sudoeste del Perú. Se encuentra ubicada a orillas del mar Peruano a 85 km de la ciudad de Arequipa. Es la estación inicial del Ferrocarril del Sur que lo conecta con las ciudades de Arequipa, Cuzco, Puno y Juliaca. 
Es la tercera ciudad en población del departamento con 22 389 hab. en 2015. Mollendo constituye también el segundo foco económico de la región, su puerto Matarani es el principal puerto del sur peruano. En 2016 exportó 5 Mt entre granos y concentrado de mineral provenientes de las minas de Antapaccay, Cerro Verde y Las Bambas. Por Matarani también se exporta carga procedente de Brasil a través de la carretera Interoceánica.
La ciudad no tuvo fundación oficial, pero el 6 de enero de 1871 se toma como fecha de aniversario, por ser la fecha en la que se inauguró el Ferrocarril del Sur propiciando el despegue de la ciudad.

## Alrededores
A 22 km al noroeste de la ciudad se encuentra una gran caldera volcánica de unos 5 km de diámetro. Las coordenadas son:-16.826421° -72.088179°
También se encuentra a 5 km, al norte otro antiguo volcán extinguido con una gran caldera muy abierta hacia el sur, y mirando hacia Mollendo, siendo sus coordenadas -16.989252° -72.000227°. La cordillera de la costa peruana, es la principal zona geográfica del distrito.

## Centros poblados

### Alrededores
- Alto de las Cruces
- Alto Inclán
- Alto San Martín
- Bellavista
- César Vallejo
- Inclán
- Siete de Junio
- Variante La Florida

### Urbanizaciones
- Las Cruces
- Estibadores
- Las Ambarinas
- Centenario
- La Alameda
- La Florida
- Las Mellizas
- Los Geranios
- Miramar
- Nueva Generación
- Nuevo Perú
- Señor del Rímac
- Obreros Municipales
- Aurelio de la fuente
- San Borja
- San Martín
- Villa Lourdes
- Villa Lourdes II
- Arizona
- Chungungo
- Los Delfines
- Costa Azul
- Los Pinos
- Catarindo
- Costa Palmeras
- Inclán
- Alto Las Cruces
- San Martín
- Enace

Mollendo se puede dividir en 4 zonas o Conos bien marcadas por las torrenteras que cruzan la ciudad, formadas por las lluvias.
- Zona Norte - Predominan los Barrios de Villa Lourdes y la Florida, aquí se encuentra la playa Catarindo y el terminal Terrestre.
- Cercado o Zona Céntrica - aquí se encuentra el obelisco, el estadio, los mercados, el centro financiero, la catedral, la plaza de armas y las playas 1 y 2
- Zona Sur - Predominan los barrios de Alto Inclán, Alto las Cruces y el Inclán, Aquí se encuentra las playa 3, Perupetro, La Subestación eléctrica.
- Zona Alta  - Se denomina así porque la mayoría de los barrios son invasiones de propiedades. Predominan los Barrios de los Pinos y Villa Lourdes II

## Playas
El atractivo principal de Mollendo y toda la provincia de Islay, son sus amplias y atractivas playas.
Las playas comienzan desde el parque acuático al lado de la Isla Ponce y de ahí viene una sucesión casi ininterrumpida de anchas y apacibles playas de fina arena de 35 km de playas hacia el sur, hasta llegar a la frontera con el Departamento de Moquegua.
Sus playas son las más extensas del litoral peruano, varias de estas playas en época de verano son muy concurridas por veraneantes que llegan de todo el sur del país y de otros países como Chile, Bolivia, Argentina, Brasil y últimamente Estados Unidos y de Europa.
Cuenta con pistas que las hacen de fácil acceso y con los servicios básicos necesarios.
También podemos encontrar playas desérticas para pasar un momento de soledad en contacto con la naturaleza del mar.
Las playas más populares de Mollendo son la primera playa y la segunda playa.

### Playa 1
La primera playa llamada así porque su cercanía a la ciudad de Mollendo, sus playas son de fina arena gris y el mar es de oleaje moderado, una la más visitadas en temporadas de verano.
En esta playa se encuentran el parque acuático y el complejo turístico Playa Uno una especie de club de playa con piscina, canchas de fulbito y de frontón. Como también cuenta con restaurantes y discotecas, lo cual permite disfrutar con la familia y amigos todo un día de playa.
Esta playa cuenta con servicio de vigilancia y diversos módulos de servicios de duchas, vestidores, baños, teléfonos públicos y puestos de comida. También tiene una zona para estacionamiento.
Para tranquilidad de los bañistas, cuenta con el Cuerpo de Salvataje de la Policía Nacional del Perú así como personal de salud que están alertas a cualquier emergencia.

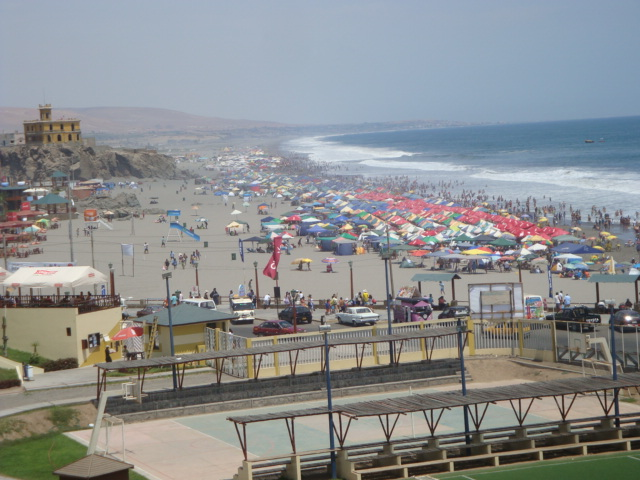
Playa 1 (Verano)
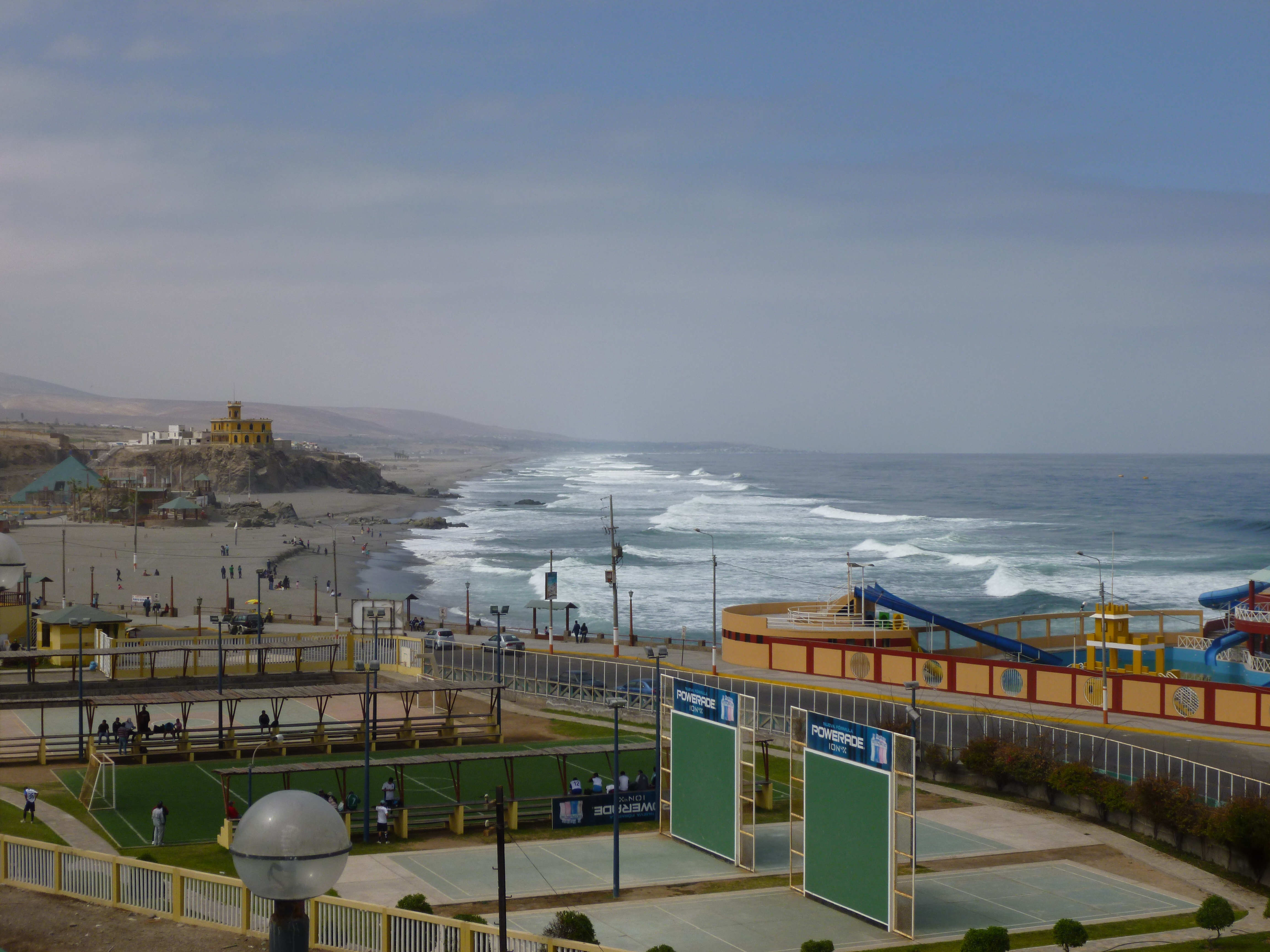
Playa 1 (Invierno).
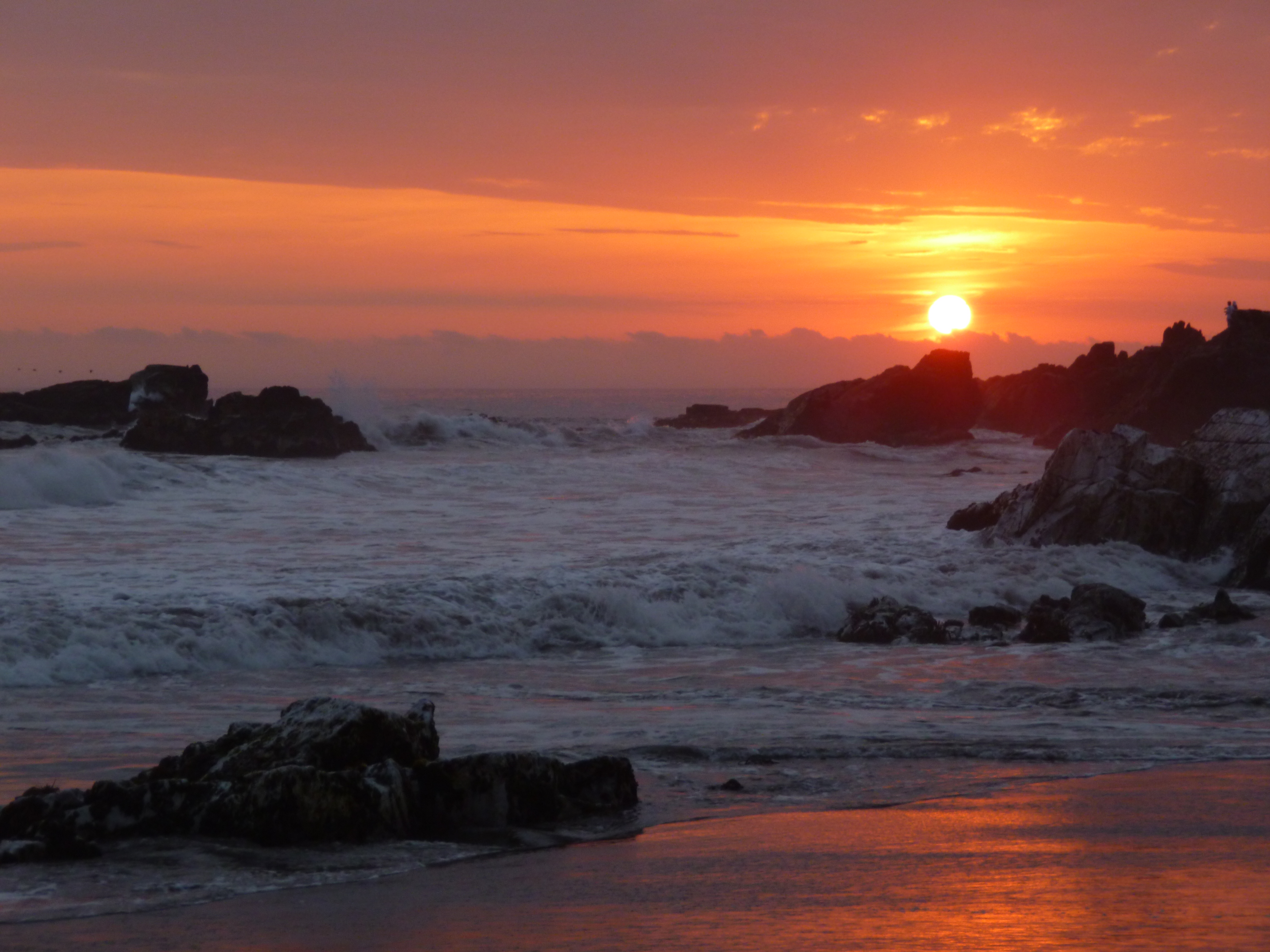
Atardecer en Playa 1 Verano 2014

### Playa 2
Esta playa, cuenta también con todos los servicios básicos como baños, duchas, estacionamiento, alquiler de sombrillas, así como restaurantes donde se puede saborear platos exquisitos de la gastronomía peruana preparados a base de productos del mar.
Uno de los principales atractivos que tiene la segunda playa, es un vistoso castillo de color amarillo, llamado el Castillo de Forga construido a fines del siglo XIX, sobre una inmensa roca, su estilo evoca los castillos de la Europa Medieval, se puede apreciar desde gran distancia.
En esta playa los fines de semana se organizan los denominados "Playazos Musicales", conciertos de música variada y al aire libre, con animaciones de artistas nacionales del momento, que reúne a miles de espectadores en busca de diversión al aire libre.

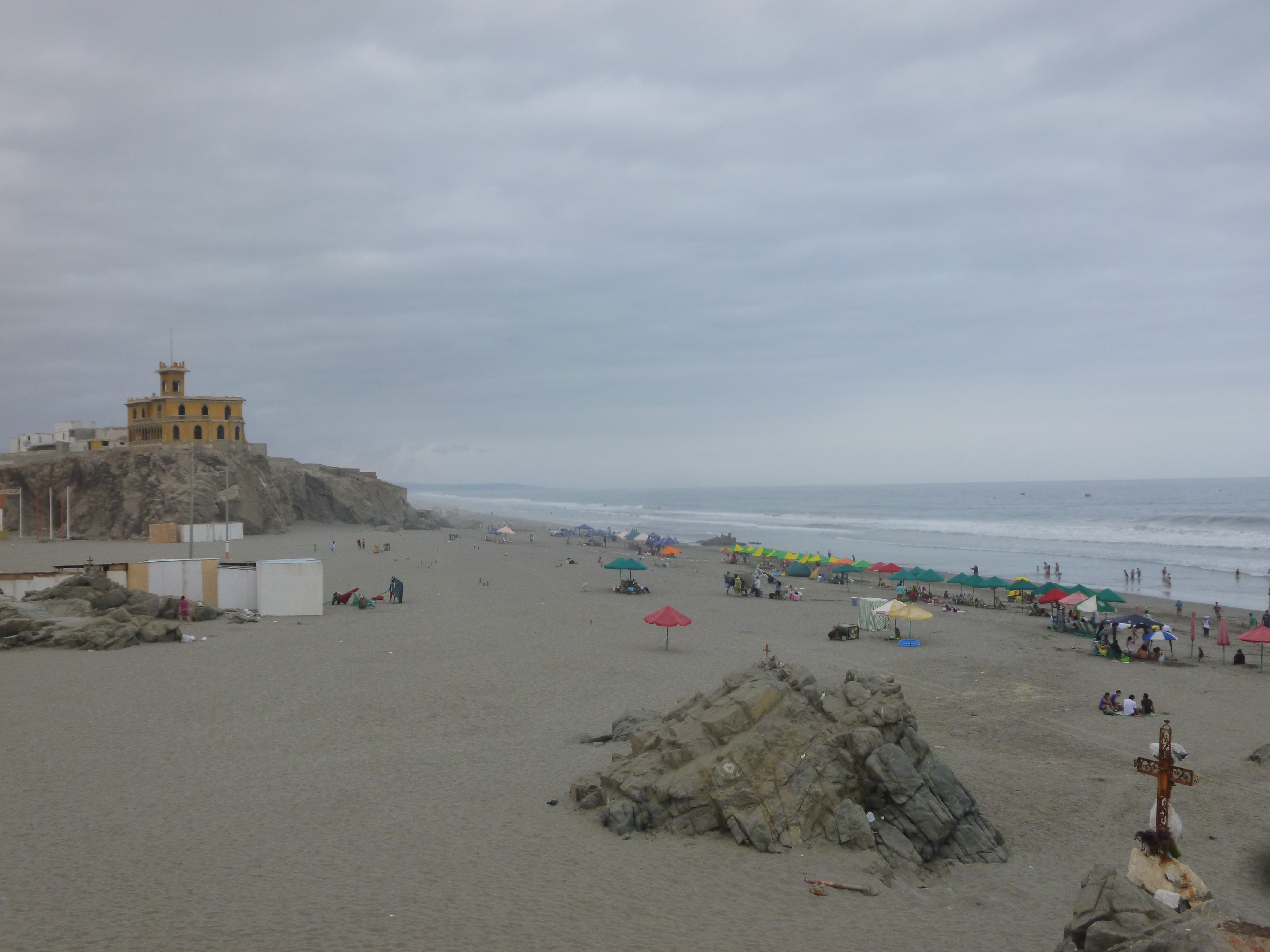
Playa 2

### Playa 3
Esta playa mide cerca de 1 km se instalan las carpas o toldos de los bañistas, a veces en varias hileras, presentando un aspecto multicolor y alegre. También hay puestos de salvavidas y restaurantes.

### Albatros
Esta también es una playa clásica, muy concurrida y usada por la misma población de Mollendo. En su parte alta se halla "Los Albatros", una moderna urbanización hecha expresamente para veraneantes.

### Las Rocas
Se encuentra instalado el balneario "Las Rocas", es muy frecuentado por sus magníficas condiciones, las playas son amplias y limpias, hay servicio permanente de carpas y sombrillas de totora, existe servicios de restaurante y cuenta con playa de estacionamiento.

### Las Vaquitas
Esta playa se llama así, porque el ingreso es propiedad privada, gente agrícola, crianza de vacas, por eso la población le dio ese nombre.

### Arizona
Este es un complejo de predios privados, que en un principio fue trazado y vendido por la familia Chang. Esta es la última playa del distrito, ya que las siguientes pertenecen a la empresa rico pollo y el aeropuerto de la ciudad.

### Sombrero Grande
Esta playa también es clásica, se ubica en el distrito de Mejía, en los límites con Mollendo. Es muy concurrida.
Este Destino se denomina así, porque donde se ubica la puerta de entrada, hay una gran roca en forma de sombrero, en perspectiva de arriba.

### Catarindo
Esta es una caleta de arena blanca y fina, sin olas, ubicada entre dos grandes peñones, en la antigüedad fue una torrentera desde las lomas, se ubica al norte de la ciudad.
Catarindo, es una angosta caleta de aguas mansas a solo 2 kilómetros al norte de Mollendo. Por su cercanía al centro urbano de Mollendo, es muy visitada en la temporada veraniega, sobre todo por quienes gustan de la pesca.
Sobre sus aguas reposa el remolcador "Pachacamac", hundido en diciembre de 2014.

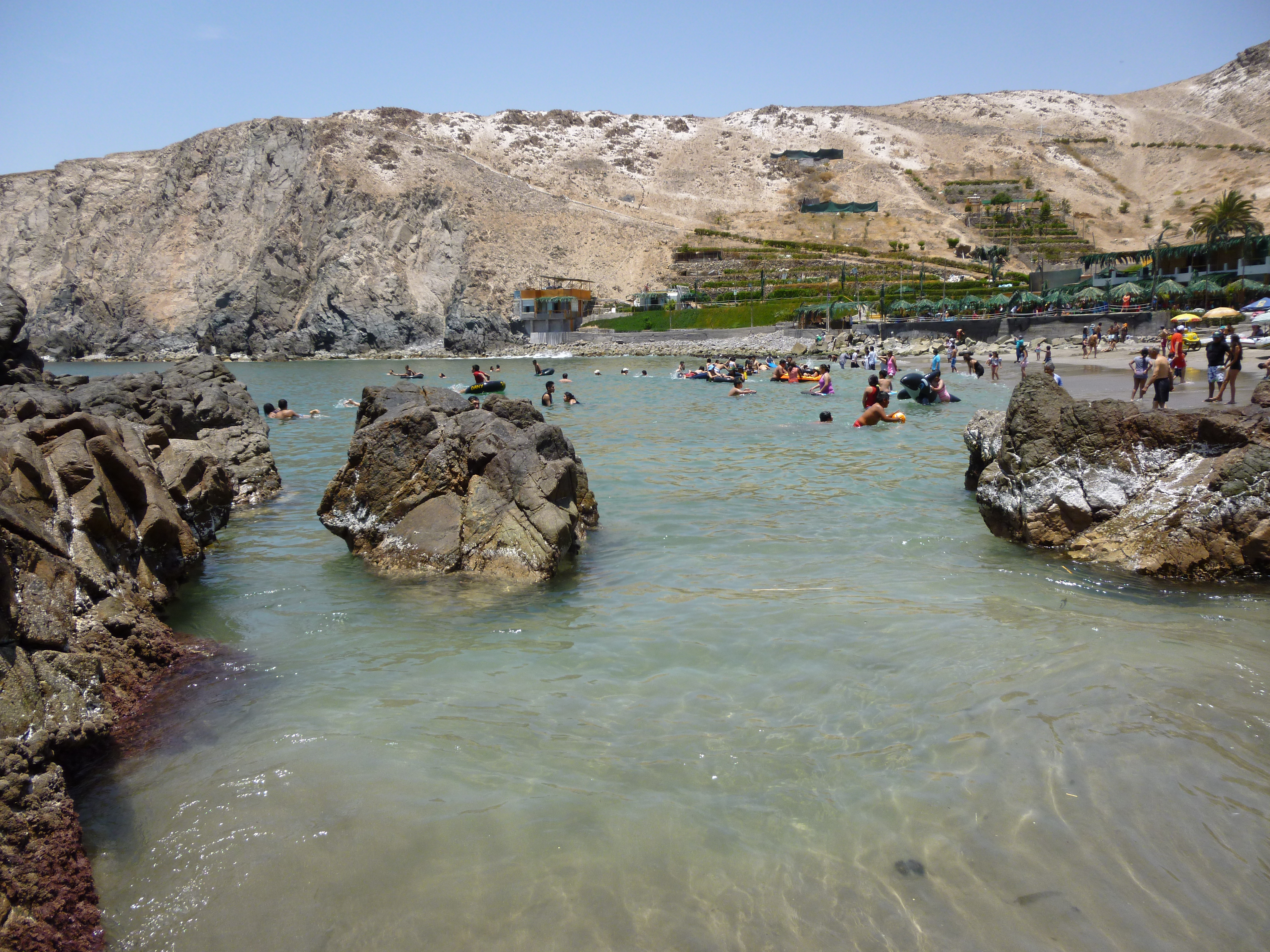
Playa Catarindo
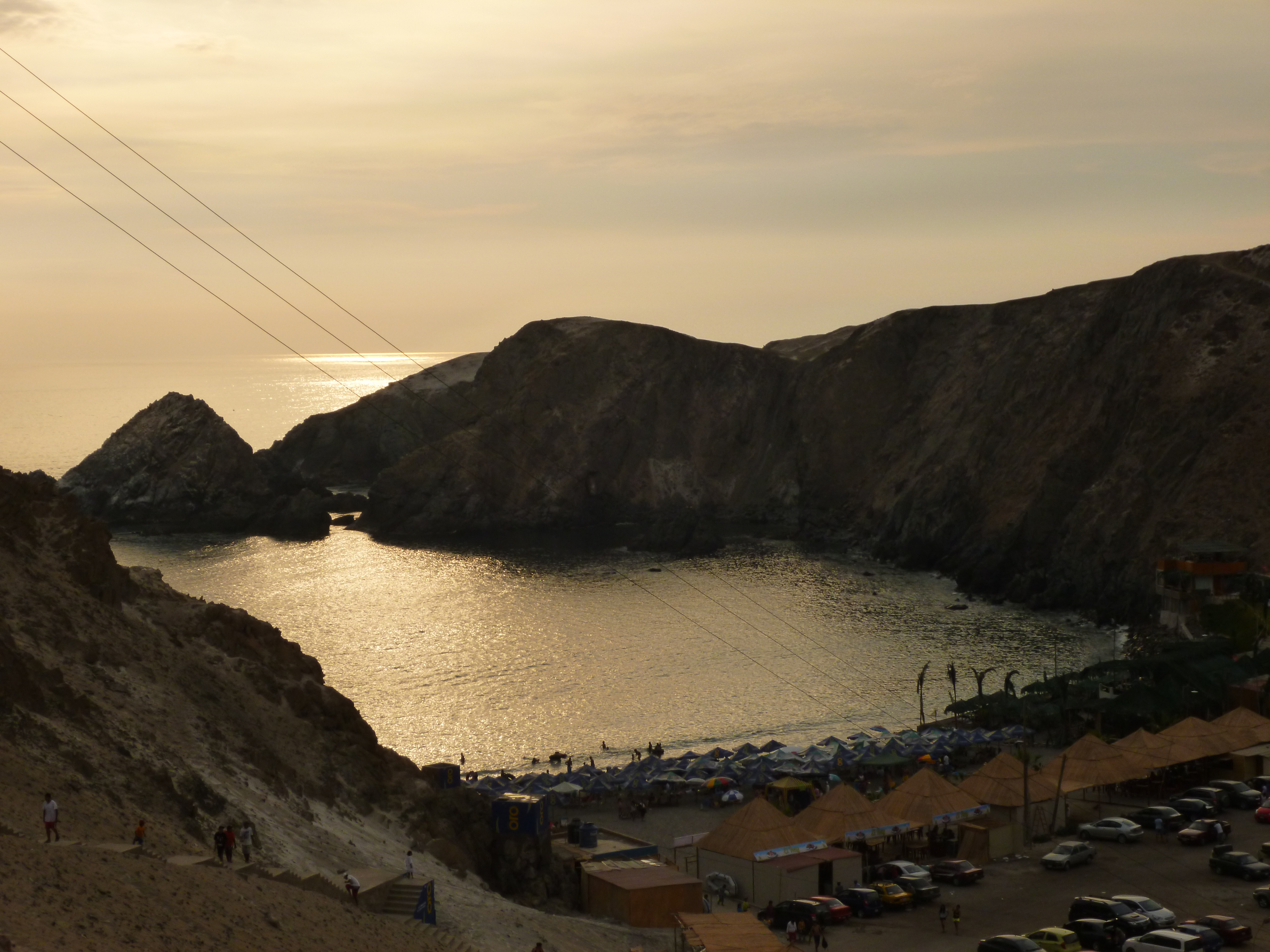
Atardecer en Playa Catarindo

### Arantas
Un tranquilo balneario donde es posible nadar, además de realizar caminatas por las formaciones montañosas que lo rodean.No cuentan con restaurantes, sombrillas, salvavidas, etc; por lo que aun no es muy conocida.

### Punta Hornillos
A la altura del kilómetro 844 de la Panamericana Sur; entre otras que se caracterizan en su mayoría, por presentar los servicios básicos, así como amplias zonas de esparcimiento.

### La Sorda
Es una playa, muchas veces comparada con las playas del Caribe, por no tener olas.
El terreno de la playa está a cargo de la Marina de Guerra del Perú.

## Toponimia
"Molle" Viene del idioma quechua que significa embarque o reverencia, y los populares términos quechuas, endo, indo, ando, que significa lugar, por lo que "Mollendo" significaría Lugar de Embarque o Lugar de reverencia a los cerros.

## Historia

### Época Precolombina
La Cultura Chiribaya, fue la principal sociedad que ocupó las zonas de Tambo y el actual Mollendo. Restos de esto se pueden ubicar en las zona de Challascapi, Cocachacra y Dean Valdivia.
Esta Cultura ocupó las zonas del norte de Chile, la costa de Tacna, el actual Ilo y los distritos de La Punta de Bombón, distrito de Dean Valdivia, Cocachacra, Mejía y Mollendo en la Provincia de Islay. El museo Principal de esta cultura se encuentra en el pequeño pueblo de El Algarrobal en la Provincia de Ilo, El Siguiente museo se encuentra en Mollendo, donde se encuentran restos fósiles, mantos y utensilios que usó esta cultura.

### Época Inca
En la época incaica, después de la decadencia del Tiahuanaco, correspondió a los "Changos" habitar las costas de Camaná, Islay y Moquegua. El litoral sur del Perú se hallaba poblado por varias tribus o agrupaciones, que eran las siguientes:
- Los "Tampus" acondicionados en el actual Tambo
- Los "Chullis" en la zona de Chule, Puerto antiguo de Islay
- Los "Changos" que estaban ubicados entre Aranta e Islay.

La cuenca formada por el río tambo, probablemente conquistada y sometida en diversas épocas, formó así un pueblo de costumbres heterogéneas que han dejado vestigios de su civilización, puede comprobarse, con los nombres que aún subsisten, cuya etimología es unas veces quechua como Cocachacra, Challascapi, etc. y otras que se puede asignar al Kauiqui y al Pu quina por las terminaciones características en ando, endo, indo, como Cachendo,  Huarindo, Catarindo, etc. La población ha sido considerable a lo largo del valle y en las lomas donde habitaban y que hasta hoy existen aguas que vierten del subsuelo. La influencia del mar debió ser decisiva en ellos ya que su culto a la adoración del mar o "mama coccha" hacedor del mar les proporcionaba el pescado.

### Época Fundacional
Desde tiempos antiguos, Mollendo fue el segundo puerto de la República, Por ello no es de extrañar, que a través de su puerto, llegaran a la ciudad personas de distintas nacionalidades que luego se afincarían, trayendo consigo sus tradiciones y costumbres. Así, a fines del siglo XIX, dichas familias comenzaron a construir hermosas casonas fabricadas con madera de pino de Oregón, traída desde los Estados Unidos. La arquitectura republicana se impuso: siempre vistosos ventanales y elegantes balcones. La misma estación de ferrocarriles se edificó siguiendo este estilo.

## Época de la República
La Guerra del Pacífico marcó a la ciudad. Con el fin de saquear, destruir, asesinar y acelerar la sesión territorial el mando chileno envía a Mollendo, en la costa del departamento de Arequipa, una expedición para destruir los ferrocarriles utilizados por los peruanos para el traslado de tropas y armamentos. En la ciudad de Arequipa se encontraban las fuerzas del prefecto Carlos González Orbegoso compuestas por 2500 soldados.
El coronel Orozimbo Barbosa parte hacia Mollendo al mando del Regimiento 3º de Línea, el Batallón Navales, una brigada de zapadores y 30 jinetes del Cazadores a Caballo.
La guarnición de Mollendo compuesta 100 soldados decidió no trabar combate en el puerto y retirarse ante la superioridad numérica y material de los chilenos a fin de evitar lo sucedido durante la toma de Pisagua, puerto que fue incendiado como consecuencia del bombardeo y el combate.
El mando chileno ordena desembarcar al Navales en Mollendo y el resto de la tropa en Islay. El 9 de marzo Barbosa parte a perseguir a la guarnición peruana con 500 hombres.
En Mollendo quedó el Regimiento 3º de Línea cuyos oficiales no lograron contener el saqueo de la aduana donde se guardaban gran cantidad de mercancías y licores lo que provocó que soldados ebrios se desparramaran por la población cometiendo una serie de tropelías contra sus habitantes y propiedades.

...El incendio estaba en su mayor fuerza, la iglesia ardía completamente. Yo no me atreví a ir a ver el fuego de cerca, pues se sentían tiros a cada momento...Al día siguiente...el incendio aún no se había extinguido del todo...Varias familias todas ellas de pobres, se habían refugiado en la plaza, en donde lloraban y pedían misericordia, pues creían que todo el pueblo iba a ser quemado, y que a ellas las iban a matar...La mayor parte de las casas habían sido saqueadas por los soldados del 3° de línea y...varios otros soldados de los otros cuerpos...de estos muchos se volvieron al pueblo se emborracharon y principiaron el incendio y el saqueo. Muchos temimos que se habían quemado los que estaban completamente borrachos. El jueves y viernes (11 y 12 de marzo) el incendio continuó y también la destrucción de la estación muy superior a la de Santiago y Valparaíso...
Capellán chileno J. Eduardo Fabres. "El Estandarte Católico" de Santiago en marzo de 1880

...todos los cuerpos de la expedición, se mancharon de aquella orgía, iluminadas por las llamas de una universal destrucción...saturado de petróleo, ardían en inextinguibles piras, atizado el fuego por soldados de Chile, conforme a órdenes superiores y a instrucciones exactas...sin más fruto que aquella vergonzosa y tan horrible y mal aconsejada devastación...Tres o cuatro millones (de pesos) destruidos, funestas escenas de inmoralidad para el soldado y la carga de un camello de reclamaciones diplomáticas, he allí en conjunto el fruto de la fatal expedición de Mollendo...del incendio que a la vez consumía a Mollendo, Mejía e Islay...
Historiador chileno Benjamin Vicuña Mackenna

Mientras esto ocurría en el puerto el coronel Barboza avanzó hasta la estación de ferrocarril ubicada entre Tambo y Mejía donde le salió al encuentro la guarnición que se había retirado de Mollendo, tras un ligero combate las tropas chilenas se retiraron llevando consigo algunos prisioneros, al pasar por Mejía destruyeron la línea del ferrocarril para después regresar a Mollendo. La fuerza que el prefecto de Arequipa había mandado hacia Mollendo tardo mucho en llegar a su destino y operó tan lentamente que permitió a Barboza regresar sin mayores contratiempos.

...Al llegar el coronel Barbosa a Mollendo se le presentó un espectáculo de horror, la orgía de un ejército desbandado entre las llamas de un incendio...
Historiador chileno Benjamin Vicuña Mackenna

Al encontrar a las tropas indisciplinadas y ocupadas en el saqueo el jefe chileno ordena el reembarque del 3.º de Línea ante lo cual 80 soldados desertan y continúan con los desmanes en las inmediaciones. El 12 de marzo la expedición chilena abandona Mollendo y regresa a Pacocha a donde arriba el día siguiente.

### Auge del puerto de Mollendo
Mollendo, en la década de 1930, contaba con una población pequeña de 7486 habitantes; sin embargo, tenía próspera actividad comercial, debido a los siguientes factores:
- La intensa actividad portuaria de exportación e importación de carga y mercaderías de la región del Sur del Perú y parte de Bolivia hicieron de Mollendo la sede de 19 consulados.
- Mollendo, por ser puerto, era un lugar de tránsito con destino al interior del país como al exterior.
- Mientras naves permanecían en la bahía en operaciones de embarque y desembarque, los tripulantes salían con frecuencia a la ciudad de compras, diversión o esparcimiento. Mayor atracción eran los turistas de los trasatlánticos.

### Mollendo en la Segunda Guerra Mundial
Llamó la atención de todos la varadura de un barco carguero japonés, el «Arima Maru», en Mollendo, al amanecer del 25 de mayo de 1941, en plena II Guerra Mundial (el Japón no entraría en la contienda hasta fines de ese año), siendo don Santiago Vildoso Cardenas, Subprefecto de la provincia de Islay.
Este hecho histórico, de gran importancia en ese entonces, para el puerto de Mollendo y el Perú todo, ocurrió en un momento muy delicado, de guerra en el Viejo Mundo, y además constituye un notable ejemplo de la solidaridad que le expresaron, tanto las autoridades como el pueblo mollendino, a los japoneses que naufragaron en la cuarta playa de Mollendo.
El encallamiento del vapor «Arima Maru», de propiedad de la famosa empresa naviera japonesa Nippon Yusen Kaisha, llamó la atención de la prensa nacional, hecho comprobado por la abundante información periodística publicada al respecto, la cual, obviamente, generó un gran interés en los lectores.
Los diarios de la capital de la República y de Arequipa, daban información, a veces día a día, sobre el grave accidente y los intentos de «salvataje» del barco. La documentación original que se presenta en este libro contiene la única información fidedigna de los hechos.
Se debe tener presente que el puerto de Mollendo, en vísperas del inicio de la II Guerra Mundial, tenía un gran valor estratégico. Además, por haber sido en ese entonces el terminal del Ferrocarril del Sur del Perú, también lo era del ferrocarril transcontinental Buenos Aires – Mollendo. En ese momento el puerto de Mollendo era «la principal puerta de acceso a Bolivia».
Además, «El Ferrocarril del Sur del Perú va de Mollendo vía Arequipa, a Juliaca y al Cuzco. De Juliaca un ramal conduce a Puno, en la orilla occidental del lago Titicaca. Los vapores de la empresa [The Peruvian Corporation Ltd.], que van de Puno a Guaqui, conectan con los trenes que van de Guaqui a La Paz, Bolivia», y «El servicio Mollendo – La Paz, en conjunción con la ruta ferroviaria Buenos Aires – La Paz, permite que se realice un viaje transcontinental por el Perú. La utilización de esta alternativa está aumentando».
El aviso artístico publicado, que reproducimos en este libro, ofrece un mapa del continente sudamericano con el trazo de la línea férrea de Mollendo a Buenos Aires, pasando por La Paz, Oruro, Tupiza, Jujuy, Salta, Santiago del Estero, Rosario y otras ciudades y pueblos importantes del Perú, Bolivia y la Argentina, incluyendo a Montevideo (Uruguay). Asimismo reproducimos un aviso publicado en donde se ofrece este servicio.
En abril de 1940, el Prefecto de Arequipa, coronel don Carlos Eduardo Calderon López, realizó una visita oficial a la provincia de Islay, siendo recibido y atendido por el Subprefecto, don Santiago V. Cardenas, que era la máxima autoridad de la provincia. El domingo 14 de abril de 1940, en la mañana, se trasladaron al nuevo puerto de Matarani, que se encontraba en construcción, para inspeccionar las obras.
Tal como lo informaba un diario, «De vuelta, en el puerto [de Mollendo], el señor Prefecto fue agasajado, por la tarde, con un cóctel ofrecido por el señor Subprefecto de Mollendo [don Santiago Vildoso Cardenas], en honor suyo y de su comitiva. Asistieron personas representativas de las esferas oficiales, sociales y comerciales». Asimismo don Mathias Retamozo Carbajal, Administrador de la Aduana de Mollendo, les ofreció un cóctel, «al cual también asistieron distinguidos elementos
del puerto». Sobre este sobrino carnal del Gran Mariscal don Andrés Avelino Cáceres Dorregaray, veremos información más adelante.
El Prefecto, acompañado por el Subprefecto, visitó todos los locales de las escuelas de Mollendo, así como el Colegio Nacional, «habiéndole causado muy buena impresión la forma como se conducen los dirigentes de los centros de instrucción visitados, así como el estado de higiene que se observa, en el servicio de los locales».
Visitaron además el Hospital del Carmen, las Oficinas Públicas y el Stadium Municipal, así como los barrios de Inclán y Las Cruces. «En todas estas visitas, el Prefecto estuvo acompañado del Alcalde del Concejo Provincial, Subprefecto señor Coloma, y otros personajes y funcionarios públicos. Dictó algunas medidas de mejoramiento».
El puerto de Mollendo, en vísperas de la II Guerra Mundial, estaba conectado con el mundo por siete compañías de vapores, información que se recoge en este libro.
Eran éstas la empresa naviera alemana Hamburg-Amerika Linie, llamada en inglés Hamburg-America Line, con oficina principal en el importantísimo puerto de Hamburgo (Alemania), hacía el servicio entre puertos europeos y Mollendo (esta empresa corresponde a la actual Hamburg-Amerikanische Packetfahrt A. G., HAPAG). Englobaba a las empresas Deutsche-Australische Dampschiffs Gesellschaft, Deutsche
Dampschifffahrts-Gesellschaft Kosmos, y a la Roland Linie A. G.
Además, la antigua empresa británica The Pacific Steam Navigation Company (P.S.N.C.), con sede en el gran puerto de Liverpool (Inglaterra), conectaba a Mollendo con los principales puertos del Pacífico y de Europa. En Mollendo esta empresa británica era la propietaria de la Compañía de Lanchas, S. A.
La Compañía Sud Americana de Vapores era una empresa chilena cuya oficina principal se encontraba en el puerto de Valparaíso (Chile). A través de ella estaba Mollendo, también, conectado con puertos del Pacífico Sur y con Nueva York.
La empresa naviera neerlandesa Koninklijke Nederlandsche Stoomboot Maatschappij, llamada en inglés Royal Netherlands Steamship Company y en español Compañía Real Neerlandesa de Vapores, conectaba a Mollendo con puertos europeos, sudamericanos y norteamericanos. Su oficina principal se encontraba en Ámsterdam (Países Bajos).
Asimismo la «Italia», cuyo nombre completo era Italia Società Anonima di Navigazione, era una importantísima empresa italiana que incorporaba las flotas de las navieras Cosulich Line o Unione Austriaca, el Lloyd Sabaudo y la empresa Navigazione Generale Italiana. Esta compañía unía a Mollendo con muchos puertos europeos, caribeños y sudamericanos. Su oficina principal se encontraba en los notables puertos de Génova y Trieste.
La empresa japonesa Nippon Yusen Kaisha o NYK, con oficina principal en Tokio (Japón) y sucursal en Londres (Inglaterra), conectaba a Mollendo con Osaka, Kōbe y Yokohama (en el Japón) y Hong Kong, así como con las islas del Pacífico (Hawái), California, México, Centroamérica y Sudamérica.
Esta empresa, representada en el Perú muchos años por la casa W. R. Grace & Co. (y en 1941 por la empresa limeña Ostern y Compañía, cuyo agente en Mollendo era Riecken y Compañía), era la propietaria del vapor «Arima Maru», que encalló en Mollendo, materia de este libro, y de los vapores «Takaoka Maru» y «Sakito Maru», cuyo personal bregó por el reflotamiento del barco mencionado, sin suerte el primero y con la desgracia de perder a dos marineros que murieron ahogados en el intento, y con un gran éxito el segundo, tal como lo veremos más adelante.
Por último, la empresa de los Estados Unidos que unía a Mollendo con Nueva York y puertos norteamericanos, caribeños y sudamericanos, era la Grace Line. Su oficina principal se encontraba en Nueva York.
La Compañía Peruana de Vapores y Dique del Callao, desaparecida empresa nacional que tenía su oficina principal en el puerto del Callao, en vísperas de la II Guerra Mundial ofrecía sus servicios únicamente en los puertos de la costa del Perú, desde Puerto Pizarro (Tumbes) hasta Ilo (Moquegua), conectando a Mollendo con los mismos.
En «El Comercio» de Lima, con el titular de «A causa de la niebla varó al Sur de Mollendo el ‘Arima Maru’» (cuyo original se reproduce en este libro), se publicó en Lima la primera noticia de la encalladura del vapor japonés, ocurrida en Mollendo el 25 de mayo de 1941. Allí se informaba que «Amaneció varado el vapor ‘Arima Maru’ de la línea japonesa, a cuatro millas al sur del puerto de Mollendo, a causa de la neblina densa que invadía la bahía. Venía esta nave para embarcar metales. Las autoridades han dictado las disposiciones necesarias para verificar el salvataje».
El barco, como ya se vio, pertenecía a la empresa naviera japonesa Nippon Yusen Kaisha, cuyo agente en Mollendo era la antigua firma Riecken y Cía., había varado a 80 metros de la cuarta playa de Mollendo, pero por el fuerte oleaje se había ido desplazando y se había asentado a una distancia de 30 a 35 metros de la orilla, con la proa hacia el norte y la popa hacia el sur. Estaba recibiendo el fuerte impacto de las grandes olas. Además el vapor sufrió severos daños en su maquinaria.
Algo que se debe resaltar es que un diario afirmaba que «En la historia de Mollendo, la varadura del ‘Arima Maru’ es el primer accidente de tal naturaleza que se registra. Por tal motivo, el tráfico de automóviles, utilizando la carretera a Tambo, para llegar a la cuarta playa, ha sido intenso durante todo el día y a ese lugar ha llegado una multitud de curiosos, que contemplan el espectáculo singular del barco detenido en su trayecto y azotado por el mar».
En «El Pueblo» de Arequipa, bajo el titular de «Un vapor japonés encalló en la bahía de Mollendo / A causa de la neblina y la corriente marina», indicaban que tenía 4,326 toneladas de registro y 7,300 toneladas de desplazamiento. Afirmaban además que en Mollendo debía cargar minerales para transportarlos al Japón.
En «El Comercio» de Lima, informaban que «las perturbaciones magnéticas de Tacna, Arica, Antofagasta e Iquique, hicieron que los instrumentos de navegación no dieran buenas indicaciones» y por eso se había producido el accidente. Además, que la «densa neblina desde las 11 de la noche del 24 hasta las 7 de la mañana del día 25 determinó la varadura. La nave se encuentra inclinada diez grados en el lado de babor». El capitán del puerto llevó a cabo el sumario legal y la tripulación se mantenía en sus puestos.
Se debe tener presente, como una demostración de buena voluntad, que los primeros barcos que trataron de rescatar al «Arima Maru» fueron los norteamericanos «Flying Cloud» y «Cape San Martin», de la United States Maritime Commission (USMC), y que fueron propiedad de la Grace Line, a pesar de los denodados esfuerzos de los capitanes de los mismos.
Informaban además que «Todos los autos y ómnibus conducen miles de curiosos hasta la altura donde se halla el ‘Arima Maru’, que es entre el kilómetro 6 y 7, desde Mollendo. Se dice que The Peruvian Corporation pondrá un tren de recreo desde Arequipa para presenciar el espectáculo». Indicaban asimismo que los dos barcos norteamericanos ya mencionados, «que llegaron en la noche del 25 han prestado muy relativas facilidades, no obstante los buenos deseos que han tenido sus capitanes. Se espera al vapor japonés ‘Takaoka Maru’ para mañana por la mañana, el cual seguramente prestará toda ayuda».
El «Takaoka Maru» que llegó del Callao para rescatar al «Arima Maru», regresó a ese puerto, «después de haber dejado a la nave encallada debidamente asegurada de popa y proa, con cables de acero y amarradas las anclas, que han sido fondeadas con este objeto».
Del Callao llevará a Mollendo «cables de acero y otros elementos que son indispensables para el salvataje y que no han podido conseguirse en este puerto». Algo muy importante que se informaba es que no solamente los sesenta y dos tripulantes del «Arima Maru» luchaban por salvar el barco sino que también «gran número de obreros de este puerto, trabajan en las maniobras de salvamento».
El «Takaoka Maru» regresó a Mollendo para continuar las labores de salvataje. Lamentablemente murieron ahogados dos marineros de ese barco, «en momentos en que se encontraban dedicados al salvataje del vapor ‘Arima Maru’, que se halla encallado a 4 millas al sur de este puerto. Cuatro marineros se encontraban en un bote del ‘Takaoka Maru’, dedicados a amarrar al ‘Arima’ con unos cables de acero, a las anclas que han sido fondeadas con ese objeto. Estos marineros, poco conocedores de nuestras playas, se hicieron arrollar con el Tumbo Grande, golpeándolos al costado del vapor ‘Arima Maru’ y destrozando el bote. De los cuatro marineros que lo ocupaban, dos se ahogaron y los otros lograron salvar».
Más tarde, en el vapor japonés «Sakito Maru» (de la misma empresa Nippon Yusen Kaisha), llegaron «varios elementos para el salvamento del ‘Arima Maru’, que está encallado en las playas de Mollendo desde hace tiempo. Hay varios técnicos japoneses que están dictando todas las medidas para desencallar al ‘Arima’. Por de pronto se han colocado varias cuerdas sostenidas por anclas para que el vapor no vaya a echarse, lo que originaria su pérdida total. El metal de que está cargado el buque lo están tirando al mar para aliviarse de peso. Esperan al ‘Sakito Maru’, que viene cargado de metal de Chile, para arrancar al vapor varado».
Por fin, luego de haber permanecido varado tanto tiempo en Mollendo (la información se encuentra en el libro), en la madrugada, el «Arima Maru», encallado en Mollendo, fue puesto a flote por el «Sakito Maru», el cual, unos días después, como lo veremos más adelante, lo remolcaría hasta el Callao y de allí hasta Yokohama (Japón).
En los diarios indicaban que «Todos los trabajos han estado a cargo de japoneses y material que han traído especialmente del Japón». Además, «Los elementos traídos para el efecto y la tripulación especializada que tomó parte en [las] labores de reflotamiento, llegaron en el vapor ‘Sakito Maru’, y se consiguió el fin perseguido».
Existe una fotografía publicada en la que se indica: «Damos una vista del ‘Arima Maru’, en la que se puede apreciar la posición peligrosa en que estuvo la nave encallada». La borrosa fotografía del barco encallado, forma parte de los documentos del Subprefecto don Guillermo W. Coloma Elías, y, al parecer, es la única que se publicó en la prensa peruana. Esta fotografía se reproduce en este libro.
Existe otro recorte en los documentos del autor, con una fotografía del «Arima Maru» antes de su encallamiento y cuando nada hacía presagiar el grave accidente que ocurrió. Fue publicada en Lima con el título de «Encalló cerca de Mollendo» y el siguiente texto: «El vapor japonés ‘Arima Maru’ que hace poco encalló al Sur de Mollendo, a causa de la
niebla, y del cual se ha podido salvar la carga trasladándola a otras embarcaciones». Se reproduce este documento en el libro.
El «Sakito Maru» zarpó con destino al puerto del Callao, remolcando al «Arima Maru». Dos días después, arribaron al Callao. Trece días permaneció anclado en el Callao el «Arima Maru», donde pudo ser parcialmente reparado, hasta que, por fin, partió con rumbo a Yokohama (Japón).
Así concluyó la saga que duró tanto tiempo y que concitó el interés de los peruanos, quienes en todo momento manifestaron su total apoyo y solidaridad a los japoneses afectados por la tragedia.

### Fundación
No hay certeza acerca de la fundación de Islay. Al respecto se han dado diferentes versiones. San Martín y Bolívar reconocen como de primera categoría el puerto de Islay.
Jorge Basadre fija la fundación de Islay en 1826. El historiador Mateo Paz Soldán sostiene que Islay se fundó en el año de 1830 y se debe al general Antonio Gutiérrez de la Fuente, reputado como “Gran Prefecto” de Arequipa, cargo que desempeñó entre 1825 y 1828, cuando merced a sus gestiones muy atinadas, el Congreso de la República expidió una ley, elevando a la categoría de Puerto Mayor al de Islay, el que fue dotado de una serie de obras para su desarrollo.
El 20 de febrero de 1828 el arzobispo de Arequipa, Monseñor José de Sebastián de Goyeneche y Barreda, nombra el primer Teniente Cura de la nueva vice parroquial del Puerto de Santa Rosa de Islay a Fray Lorenzo Ruiz, lo que se presume por esta circunstancia histórica de carácter religioso, que Islay se fundó como sostiene el sabio Antonio Raymondi, el 30 de agosto de 1827, fiesta de Santa Rosa de Lima.
El 9 de octubre de 1860, el congreso de la república, mediante ley, autoriza al Poder ejecutivo la construcción de una línea férrea del puerto de Islay a la ciudad de Arequipa, pero intereses creados de los propietarios particulares del valle del Tambo, deciden que Mejía fuera el término del ferrocarril. El 4 de mayo de 1868, el Gobierno del general Pedro Diez Canseco Corbacho y el ingeniero Enrique Meiggs, de nacionalidad norteamericana, firman el histórico contrato.
Los trabajos de la línea férrea se iniciaron en la pampa de La Joya (Arequipa), el 27 de mayo de 1868. Semanas después de firmarse el contrato, Meiggs y sus ingenieros, comprobaron en el terreno, que si bien era más fácil la ascensión a la pampa a partir de Mejía, sin embargo este lugar no ofrecía las condiciones naturales favorables para levantar un puerto; entonces sin que mediara autorización alguna, la empresa constructora empezó a levantar un muelle provisional en la caleta al norte del antiguo como abandonado puerto colonial de Mollendo.
Mollendo se incendió por completo una madrugada en plena guerra del Pacífico, después de haber sido saqueado y destruido por ejército chileno, incendiaron la plaza y la iglesia, Mollendo se reveló ante la mirada chilena que sin pensarlo, se abalanzo sobre la ciudad.

## Demografía
Para el año 1991, Mollendo tenía más de 22 mil habitantes, para 1995, tenía más de 25 mil habitantes y según en Instituto Nacional de Estadística e Informática en 2000 tenía 27.710 habitantes y para 2002 Albergaba una población de 28 305 hab. Sobre el censo de 2007 no hay registros exactos.

### Población
(Los datos del 2007, no son precisos INEI)

## Clima
| Parámetros climáticos promedio de Mollendo | Parámetros climáticos promedio de Mollendo | Parámetros climáticos promedio de Mollendo | Parámetros climáticos promedio de Mollendo | Parámetros climáticos promedio de Mollendo | Parámetros climáticos promedio de Mollendo | Parámetros climáticos promedio de Mollendo | Parámetros climáticos promedio de Mollendo | Parámetros climáticos promedio de Mollendo | Parámetros climáticos promedio de Mollendo | Parámetros climáticos promedio de Mollendo | Parámetros climáticos promedio de Mollendo | Parámetros climáticos promedio de Mollendo | Parámetros climáticos promedio de Mollendo |
| Mes                                        | Ene.                                       | Feb.                                       | Mar.                                       | Abr.                                       | May.                                       | Jun.                                       | Jul.                                       | Ago.                                       | Sep.                                       | Oct.                                       | Nov.                                       | Dic.                                       | Anual                                      |
| ------------------------------------------ | ------------------------------------------ | ------------------------------------------ | ------------------------------------------ | ------------------------------------------ | ------------------------------------------ | ------------------------------------------ | ------------------------------------------ | ------------------------------------------ | ------------------------------------------ | ------------------------------------------ | ------------------------------------------ | ------------------------------------------ | ------------------------------------------ |
| Temp. máx. media (°C)                      | 26.2                                       | 26.8                                       | 25.7                                       | 24.5                                       | 22.3                                       | 20.7                                       | 19.7                                       | 19.1                                       | 19.8                                       | 21.3                                       | 23.4                                       | 25.1                                       | 22.9                                       |
| Temp. media (°C)                           | 22.5                                       | 23.1                                       | 21.9                                       | 20.8                                       | 19.1                                       | 17.8                                       | 16.7                                       | 16.4                                       | 16.9                                       | 18.1                                       | 20                                         | 21.4                                       | 19.6                                       |
| Temp. mín. media (°C)                      | 18.8                                       | 19.4                                       | 18.2                                       | 17.1                                       | 16                                         | 14.9                                       | 13.8                                       | 13.8                                       | 14                                         | 15                                         | 16.6                                       | 17.7                                       | 16.3                                       |
| Fuente: climate-data.org                   |                                            |                                            |                                            |                                            |                                            |                                            |                                            |                                            |                                            |                                            |                                            |                                            |                                            |

## Símbolos

### Bandera
Tiene un color verde oscurecido, el escudo en medio.
https://commons.wikimedia.org/wiki/File:Mollendoflag.gif

### Escudo
El Escudo de Mollendo obedece a la forma española, es cortado y medio partido en jefe.
Se divide en 3 campos:
•	Dos superiores o cantones y uno inferior o punta del escudo que es el doble de aquellos.
•	En el superior o cantón izquierdo sobre fondo verde se observa dos chimeneas echando humo de una fábrica de harina de pescado.
•	En el superior o cantón derecho de campo azul sobresale el Faro sobre Roca, acantilado y una franja costera bañada por nuestro mar.
•	En el inferior o punta de escudo de fondo azul, el paisaje marino dividido en firmamento y el inmenso océano a cuyo horizonte y al lado izquierdo vemos un barco emanando humo y enfilando su destino a buen puerto.
•	Un Ancla del Almirantazgo con eslabón destacando en la línea del horizonte y en la parte central del mencionado campo.
•	En la cima central o timbre está representado por una gaviota dominicana de alas abiertas en despliegue de vuelo mirando hacia la izquierda de la que pende una cinta azul exterior extendida en 3 bandas donde con letras góticas oscuras recuerda la Fundación Provisional del Puerto: Mollendo, 6 de enero de 1871.
•	Lo rodean 2 ramas de palmas entrelazadas en su parte inferior o vértice por una cinta roja y blanca de los colores patrios.
•	Los ribetes o marcos de los campos del escudo son de color amarillo.

### Himno
El himno consta de una melodía compuesta por el padre Caselli, padre Franciscano que trajo la orden franciscana a Mollendo. En 1946 y fue declarado como himno el 28 de julio de 1950:
Como espuma del mar exaltemos
de Mollendo el patriótico afán;
como nube en la azul lejanía
mantengamos un alto ideal
¡ juventud mollendina a tus playas,
canta el mar su canción de poder,
y la brisa te trae el mensaje,
de belleza y respeto al deber!
Estrofas
I
En la historia la patria nos habla,
con acento de heroico clarín,
conquistador por ella en presente
con la vista hacia un bello confín
modelemos con fe el gran mañana
que nos lleve a su nívea altitud
y en su nombre fijemos la enseña
de honradez, patriotismo y virtud.
II
Tierra noble que sueña imposibles
de rebelde misterio en la faz;
la que gesta en la entraña el granito
de un empeño encendido y tenaz;
la que vive en un largo heroísmo
con sonrisa de estoico desdén,
y en sus grises arenas ha puesto
de las flores del arte un Edén.
III
El azul de tu cielo engalana
es acero templario y audaz;
tu bandera de espuma y de grana
es un grito de fe y libertad.
En tus rocas que el sol abrillanta
canta un himno tu esfuerzo vital,
y en tus olas se empeña el combate
de las fuerzas del bien y del mal.
IV
¡Oh Mollendo! ¡Borrasca y remanso
es tu historia que escribe la mar;
batallar es tu heroico descanso,
tu destino es luchar y triunfar !
¡ bien mereces tu suerte altanera
que no pudo el dolor doblegar!...
¡ adelante ! a empinar la bandera
del progreso en la lid y en la paz !
V
¡ Nadie intente tus glorias serenas
con palabras de sombra empañar,
que está hirviendo la sangre en tus venas
y es león este pueblo de mar;
que si es noble y sufrido en la calma
y es amigo cordial en la paz
gestará tempestades en el alma
si pretenden su estrella apagar!...

## Tradiciones y leyendas

### La cruz de fierro
Siguiendo las indicaciones de la Santa Sede de colocar una cruz en el punto más alto del pueblo con la finalidad de recibir el advenimiento del siglo XX;[cita requerida] el 1 de enero de 1900, el Presbítero Juan B. Arenas, autoridades y devotos, salieron de la maestranza del ferrocarril, llevando a lomo de bestia una cruz de fierro, de aproximadamente cinco metros de altura.
El séquito, subió la primera cuadra de la calle Tambo (Deán Valdivia), voltearon a la calle Mayor Blondell y luego cruzaron la avenida Mariscal Castilla; continuando con la procesión escalaron los cerros hasta llegar a la cima del cerro Colorado donde plantaron la cruz. Se ofició la santa misa por la fiesta de Año Nuevo y la llegada del siglo XX. Desde entonces la luz del universo, refleja los brazos indestructibles de la Cruz de Fierro haciéndola visible a las generaciones venideras, como testimonio irrecusable del valioso legado de Fe que trasmiten las generaciones del siglo XIX.
Desde aquella lejana fecha, en peregrinación jóvenes de ambos sexos visitaban la Cruz de Fierro el primero de noviembre de cada año, para venerarla y reafirma su fe católica.

### El alma del degolladito
Don Hospicio Rodríguez natural de Chala, jurisdicción de la provincia de Caravelí (Arequipa), ganó significativa suma de dinero, en las salitreras de Tarapacá.
Al decretar el gobierno chileno la salida de los peruanos, que trabajaban en dichas minas; don Hospicio tuvo que regresar al Perú, estableciéndose en Mollendo.
La gente que lo conoció, comentaba que don Hospicio era una persona amable y alegre, gustaba exhibir anillos y un hermoso reloj de pulsera con cadena de oro.
El 1 de enero de 1914, en tan significativa fecha universal de Año Nuevo, Don Hospicio encontró horrible muerte. Después de haber tomado licor en una cantina ubicada en la quinta cuadra de la calle Tambo (Deán Valdivia), con un amigo a quien conoció en Chile, siendo ya muy de noche, frente a la puerta principal del cementerio de la ciudad, el desleal amigo lo asesinó, degollándolo con un filudo corvo. La causa del crimen fue robarle sus joyas y dinero que tenía en libras esterlinas.
Al día siguiente la noticia causó gran revuelo en la población mollendina; autoridades y curiosos se hicieron presentes y vieron con estupor, la cabeza del infortunado cercenada del cuerpo. A los pocos días el asesino fue capturado en los baños de La Aguadita.
El Presbítero Juan B. Arenas y el Reverendo Padre Jesús M. del Carpio (Capellán del Hospital “El Carmen”) celebraron una misa el año 1923, con ocasión de la exhumación y traslado al interior del cementerio. Estuvieron presentes autoridades, numeroso público y las escoltas del Ejército (Movilizables) y Policía.
Desde esa fecha del crimen que conmovió a Mollendo, tomó el nombre “El Degolladito”. Sus devotos lo visitan el lunes de cada semana. El 1.º y el 2 de noviembre es venerado masivamente. El alma del Degolladito para muchos de sus creyentes, es milagrosa.

## Economía
Entre las principales actividades económicas de la ciudad se encuentran el comercio, la agricultura, la pesca y el turismo.

### Comercio
El comercio es una de las principales actividades que promueven el desarrollo de la provincia de Islay, entre los principales productos que se comercializan se pueden contar con los de pan que se producen en el Valle de Tambo y en muchos casos son vendidos en la capital de la república, mientras que las aceitunas son vendidas a comerciantes chilenos que los envasan y exportan a Europa. Así también el pescado y moluscos extraídos de las costas son comercializados no solamente en nuestra provincia sino también en la ciudad de Arequipa. Por último, la actividad comercial propia de las ciudades, se da en forma dinámica lo que permite un mejoramiento en la economía de los pobladores.
Entre las actividades principales se encuentra la agropecuaria, el comercio y la portuaria. Las dos primeras actividades han sido ya tocadas en capítulos anteriores, por lo que aquí nos ocuparemos solo de la actividad portuaria.
La provincia de Islay cuenta con el puerto de Matarani, el cual recientemente ha sido concesionado por 30 años a la empresa Terminal Internacional del Sur (TISUR).
Con la administración estatal (ENAPU), el puerto y los propios servicios portuarios experimentaban periodos difíciles de crisis económica, en particular por la feroz competencia de los puertos chilenos más cercanos (Arica e Iquique), dispuestos a controlar el movimiento portuario de esta parte del hemisferio. Ahora en manos privadas, se halla una mayor demanda y atención de servicios portuarios para el puerto de Matarani, pero que esto a su vez se refleje en mayores y mejores niveles de empleo para los trabajadores dedicados a estas labores. Además en cuanto a tarifas, actualmente las de Matarani, son más bajas que las de Arica, lo que ha hecho más competitivo a nuestro puerto.
En lo que respecta al potencial portuario, se debe señalar enfáticamente que Matarani tiene varias ventajas competitivas en relación con los puertos de Chile y el propio Ilo. Desde el punto de vista y conformación geográfica, Matarani reúne mejores condiciones para recibir embarcaciones y facilitar su trabajo, lo que reduce el tiempo y los costos operativos. Matarani es un puerto multipropósito es decir que puede recibir todo tipo de cargas y cuenta con la infraestructura necesaria para ello.
Por lo tanto, se sabe por estadísticas presentadas por la empresa de que el volumen de captación de carga y de captación se ha incrementado en aproximadamente un 20%, en comparación al año 2000 y con tendencia a captar y absorber cada vez un mayor movimiento, con lo que las perspectivas económicas para el puerto de Matarani serán cada vez mejores, teniendo en cuenta que su mayor eficiencia permitirá la reducción de los costos operativos, que hagan competitiva las exportaciones de la macrorregión sur de Bolivia y aun de Brasil.

### Turismo
La Provincia de Islay, es una zona generosa en lo que se refiere a Turismo Ecológico y de Aventura, al poseer extensas playas de blancas arenas, caletas de aguas tranquilas y transparentes, pequeños islotes habitadas por lobos y aves marinas, lagunas como las de Mejía consideradas de importancia mundial por la diversidad de aves que allí encuentran descanso y alimento, al dirigirse hacia su verano austral, desde el hemisferio norte. El turista puede visitar Mollendo, una ciudad que cuenta con complejos turísticos con piscinas, restaurantes, hostales, video pubs, discotecas y poseedora de todos los adelantos de la comunicación moderna, u optar por localidades pequeñas y apacibles incrustadas en verdes campiñas del Valle de Tambo donde se pueden saborear exquisitos platos típicos y vivir momentos de recogimiento y expansión en sus fiestas patronales.

### Agricultura
La producción agrícola de la provincia de Islay se desarrolla en una superficie de 12 332 hectáreas que representan el 93% del total de la superficie agrícola. Los productos de mayor producción en esta zona son arroz, papa, ajo, camote, cebolla, maíz amarillo, olivo y caña de azúcar. En los últimos años, en la mayor parte de cultivos, se han incrementado sustantivamente los rendimientos promedio por hectárea, como consecuencia de una mayor tecnificación agrícola así como por el uso de semillas certificadas, sin embargo los agricultores tienen serias dificultades para producir debido a la falta de créditos y de apoyo por parte de los organismos oficiales.
La actividad pecuaria complementa la vocación agrícola del Valle de Tambo especialmente en los distritos de Deán Valdivia, Punta de Bombón y Mejía, donde la ganadería bovina es la más importante, complementada por la ganadería ovina y porcina y la avicultura en Mollendo.
La producción de leche, viene disminuyendo en los últimos 20 años debido a su bajo precio y a las sacas forzosas para cubrir obligaciones financieras. La crianza de ovinos no tiene mayor incidencia ya que es destinada al consumo de los propios agricultores al igual que la ganadería porcina, donde solamente existe una granja cuya carne es utilizada para la elaboración de embutidos, aunque también existen algunas granjas clandestinas en Mollendo y Matarani, lo que puede ocasionar enfermedades a la ganadería y posiblemente al ser humano.
La avicultura ha tenido un gran crecimiento, ya que existen cerca de 8 granjas avícolas, donde la crianza tecnificada y con sentido empresarial, ha posibilitado el desarrollo de actividades complementarias. Su producción consiste en pollos BB, gallinas ponedoras, reproductoras, pollos parrilleros y huevos fértiles y de descarte.

### Pesca: recursos hidrobiológicos
La pesca en la provincia de Islay, puede ser dividida en dos sectores: La primera llamada Artesanal, realizada por un sector de la población que utiliza pequeñas embarcaciones e implementos tradicionales que son utilizados desde las orillas; la producción está destinada al consumo humano el cual tiene gran demanda especialmente en verano, entre las especies que son capturadas se encuentra la cojinova, bonito, lorna, pejeperro, pejerrey, lenguado y peces de peña; así como machas, lapas, tolina, pulpo y erizo.
La segunda pesca Industrial, usa embarcaciones de gran capacidad, equipadas con modernos equipos y tienen como objetivo la captura de atún, sardina, anchoveta, lorna, bonito entre otros, los cuales son llevados para su comercialización en las ciudades de Arequipa, Lima y otras ciudades del interior; asimismo sirve para la elaboración de harina de pescado, conservas de pescado y la preparación de filete. La cantidad de personas que se dedican a esta actividad varía de 150 a más debido al flujo de recursos marinos según las corrientes marinas.

### La minería
La actividad minera metálica no se ha desarrollado ya que no cuenta con los potenciales requeridos. En cuanto a la minería no metálica, existen canteras de materiales que son utilizados por la industria de la construcción, los cuales están constituidos principalmente por arcilla que es utilizada en la fabricación de ladrillos y grava como insumo para la construcción.

### Manufactura
En este ítem cabe resaltar la producción de alimentos marinos enlatados, productos lácteos, miel de abeja, artículos de mimbre, totora y matara, cerámica, muebles y accesorios y productos artesanales.

## Educación

### Educación Inicial
- I.E.I Mundo de los Othytos
- I.E.I. Mis Primeras Travesuras
- I.E.I. Garabatos.
- C.E. Sagrado Corazón.
- C.E. Divino Niño.
- I.E. Reyes Azules.
- I.E. Jaimito.
- I.E. La Florida.
- I.E. Las Cruces.
- I.E. Carrusel.
- I.E. A, B, C Mendel.
- I.E. Cecat.
- I.E.I. 135
- I.E. Mi Pequeño Mundo
- I.E. Semillitas de amor
- C.E. Colegio de Ciencias Italo Peruano Enrico Fermi

### Educación Primaria
- C.E. José Emilio Pacheco Antezana.
- I.E. Latinoamericano.
- I.E. John F. Kennedy.
- I.E. Los Pinos.
- I.E. Fray Martín Bellavista.
- I.E. San Vicente de Paul.
- I.E. San Francisco de Asís
- I.E. José Carlos Mariategui
- C.I.P. Enrico Fermi.
- I.E. Carlos M. Febres

### Educación Secundaria
- I.E.P. San Vicente de Paul.
- I.E.P. San Francisco de Asís.
- I.E.P. María Auxiliadora.
- I.E Dean Valdivia.
- I.E. Latinoamericano.
- I.E.R. Makkadesh.
- C.E.P. Newton.
- I.E. José Carlos Mariategui.
- I.E. Alcides Carrion.
- C.I.P. Enrico Fermi.
- C.E. Honorio Delgado.
- Colegio Especial.
- I.E.P Bryce Mollendo.
- I.E Mercedes Manrique Fuentes

### Educación Superior
- Instituto Superior Senati Mollendo.
- Instituto Superior Jorge Basadre.
- Instituto Superior San Felipe.
- Universidad Nacional de San Agustín (UNSA).
- Gestión por Universidad Pública de Mollendo

.

### Problemática por UNSA
La Universidad Nacional de San Agustín sede Mollendo, desde hace años, viene funcionando en la ciudad sin local propio y eso ha generado expectativa en la población Mollendina y culpando al alcalde Miguel Román Valdivia. Este se pronunció diciendo que hay desinterés de la UNSA por su filial en Mollendo y que él hace lo posible por su permanencia.
En abril de 2013, la población se levantó contra el alcalde y regidores por alargar el plazo de Gestión para inicio de Examen de admisión,
cerca de 1000 estudiantes no tendrían acceso al examen de admisión durante el 2013, población señala al alcalde, culpable de lamentable hecho, Actualmente, siguen las gestiones por la firma, el apoyo del gobierno regional y central para el apoyo de la construcción, de local propio y su permanencia en la ciudad.

### Universidad Pública de Mollendo
Según el consejero por Islay, Hernán Gutiérrez, esto podría realizarse según el gobierno regional, según señaló, "Estamos realizando
las gestiones porque este sueño se dé".

## Museos y centros culturales
- Museo municipal

Este museo, creado por la municipalidad provincial de Islay, tiene como finalidad el estudio de la cultura Chiribaya, que habitó esta zona, esta cultura es compartida con Chile
- Museo Histórico de Mollendo (Casa de la Cultura)

La casa de la Cultura, tiene como finalidad, estimular en la población y turisticamente, guarda fotos antiguas del puerto, la vida hacia 1900 y 1940, se ubica en el Malecón Ratti, antigua estación de Ferrocarril

## Música
Agrupaciones
- Mataxgusto
- Somos Mollendo
- Sabor fresco
- Aero
- SBBS
- Nousvild
- Paisaje 3
- "Playa cero"
- Raúl Núñez del Carpio (vals "Mollendo", entre otros)

## Gastronomía
La gastronomía de la ciudad, a base de condimentos marinos, es muy exquisita y una de las preferidas del departamento.
- Perol de Mariscos
- Perol de Barquillo
- Sopa de Chollonco
- Ceviche de Muy Muy
- Torrejitas de pejerrey
- Chilcano de Jaiba

## Turismo

### Vías de Acceso
Se accede al poblado de Mollendo desde Arequipa, tomando la Panamericana Sur pasando por el pueblo de Uchumayo hasta llegar al desvío del Kilómetro 48 por donde se toma el camino de la Izquierda atravesando los Anexos de San José y San Camilo de La Joya, dejando atrás el desvío hacia Moquegua-Tacna, hasta llegar a las curvas que dividen a Islay de Arequipa, llegando al Poblado de Matarani donde finalmente se toma el camino de la izquierda hasta llegar al Puerto Bravo de Mollendo. El Trayecto dura unas dos horas aproximadamente. 
Durante la temporada de INVIERNO suele aparecer Neblina y llovizna en las curvas antes de acceder a Matarani especialmente en la Tarde, en la temporada de VERANO esta completamente despejado con un sol radiante.
Existen dos peajes en el trayecto de Arequipa hacia Mollendo y viceversa cerca a los poblados de Uchumayo y Matarani.
Diferentes empresas como Transportes Del Carpio, Santa Úrsula, Cristo del Pacífico, Flecha Bus, entre otras ofrecen servicios desde la ciudad de Arequipa con relativa frecuencia, lo mismo ocurre desde el Terminal Terrestre de Mollendo. La frecuencia aumenta bastante durante la temporada de verano.

### La Catedral
El incremento de la población de Mollendo, dio lugar a la viceparroquia de la Purísima Concepción de Mollendo en 1872. El nombre fue conferido por el obispo de Arequipa, Monseñor José Benedicto Torres.
El sacerdote Juan B. Arenas con sacrificio edificó la iglesia de la viceparroquia. A los 4 años la iglesia mostraba un edificio con paredes de adobe, techo de madera en forma de bóveda, 2 torres y 7 campanas.
El 10 de marzo de 1880, durante la segunda invasión que sufrió Mollendo, la iglesia fue saqueada y reducida a cenizas por la soldadesca chilenas. El Padre Juan B. Arenas, emprendió de inmediato la titánica tarea de construir otro templo de material noble..Se formó un “Comité Pro Construcción” presidido por don Enrique Rodríguez. El diseño y la ejecución de la obra fueron hechos por el arquitecto italiano Pietro Rovella y el arquitecto arequipeño José Tejada.
El 30 de septiembre de 1929, fallece el Padre Juan B. Arenas, faltando concluir la bóveda del altar mayor. Le sucede Padre Alejandro Castañeda con quien se inaugura la iglesia.
De estilo neoclásico, luce una imponente cúpula y una singular torre con la advocación a la Virgen del mismo nombre. El interior del templo está formado por 3 naves. El altar mayor es de estilo griego, los demás altares son de estilos barrocos, el púlpito tallado en madera de estilo gótico; en su base descansan los restos mortales de su creador, el Padre Juan B. Arenas.
Por las acciones del tiempo y del clima, la iglesia sufrió deterioro y era impostergable su refacción. Se formó un comité “Pro Refacción del Templo” presidida por la Srta. Victoria O’ Diana en el período del Rdo. Padre Alberto Condori Chambilla. Con la valiosa colaboración del pueblo mollendino, se iniciaron los trabajos de refacción el año 1991, a cargo de la Empresa constructora “Carlos Tisoc Luza”, en 5 etapas proyectadas y concluidas.
La iglesia de la Inmaculada Concepción, símbolo espiritual del pueblo de Mollendo ha sido declarada Monumento representativo de la arquitectura religiosa, de conformidad con la Resolución de Jefatura Nro 348-INC-91 de fecha o8 de marzo de 1991.

### El Castillo Forga
Se encuentra enclavado en lo alto de un promontorio rocoso entre la segunda y la tercera playa de la ciudad de Mollendo. En el mundo solo existen dos de este tipo, el otro se encuentra enclavado en las costas de Marruecos. De impresionante estampa externa desde cualquier ángulo que se le mire, a pesar del embate de los años, no le restan su atractivo y misterio que encierra.
Fue construido por encargo del comerciante arequipeño de ascendencia española José Miguel Forga. Los trabajos se iniciaron en 1908 y concluyeron dos años después (1910), siendo autor del proyecto y ejecutor de la obra el arquitecto arequipeño Gerardo Cornejo Iriarte. Tiene 17 habitaciones en dos niveles y un mirador en la parte alta, un balcón con escalera al segundo nivel de caoba con enchapes, pisos de madera machihembrada y losetas venecianas, con balcones y alamedas externas. Muebles importados de Europa.
El Castillo Forga de arquitectura ecléctica por las diversa composición de estilos que lo definen, como el estilo neogótico, cornisas de estilo neoclásico, ornamentos de estilo barroco y el remate de estilo medioval a la usanza del siglo XIII.
Cuando llegaba la temporada veraniega, el tren de Arequipa se detenía frente al Castillo y del coche bufet una alfombra roja daba paso a la familia Forga. Llamada también “Casa Blanca” por el color de piel de sus huéspedes, fue escenario de grandes y fastuosas reuniones sociales. En una ocasión las hijas del Presidente de la República Augusto B. Leguía, acompañadas por el ministro de Justicia, José Rada y Gamio, fueron sus invitados.Un barco exclusivo trajo a la comitiva.
El Sr. Forga incursionó en el comercio del algodón, pero no tuvo éxito por la Crisis Mundial de 1929. El Gobierno confiscó el castillo por deudas de impuestos al Estado. La otrora suntuosa familia cae en desgracia económica, al extremo que una de las hijas trabajó como empleada en el Correo de Mollendo.
El doctor Manuel Prado Ugarteche, Presidente de la República, dona el Castillo Forga al Monseñor Leonardo Rodríguez Ballón, por sus oficios interpuestos en la Santa Sede a favor del presidente Prado para divorciarse de su esposa, la Sra. Rosa Garland de Prado y contraer nuevas nupcias con la dama Clorinda Málaga, recibiendo el sumo pontífice del presidente Prado, una regalía de 40 kilos de oro.
El Castillo Forga es el Símbolo de Mollendo, declarado Monumento Histórico de la Nación por Resolución Ministerial Nro 775-86-ED, de fecha 30 de agosto de 1986
Sustraídos muchos muebles y objetos de valor histórico, el Castillo Forga, propiedad de los sobrinos del monseñor Rodríguez Ballón, se encuentra abandonado y a punto de colapsar. Luego de muchos años de indiferencia de sus dueños y autoridades municipales, particularmente del Instituto Nacional de Cultura que lo declaró Monumento Histórico. 
En ese contexto, la  empresa Kallpa Generación, adquirió dicho Castillo y lo donó a la comunidad Mollendina en el año 2014. De allí en adelante y después de muchos  esfuerzos, se logró poner en valor el castillo y se conformó el Patronato Castillo Forga. Dicho patronato lo compone un consejo directivo y uno consultivo y actualmente avanzan los estudios técnicos por parte de una consultora que es financiada con recursos del  Ministerio de Cultura y Turismo y otras entidades público privadas.  
Se espera que en el mes de diciembre de 2017 se culminen los estudios para la recuperación y puesta en valor definitiva de este importante patrimonio de los mollendinos. Actualmente el Castillo Forga está bajo administración de la Municipalidad. Entidades como El Gobierno Regional, Kallpa Generación  Ministerio de Cultura y Turismo, Gobierno Regional de Arequipa y otras entidades siguen apostando por la recuperación de esta pieza arquitectónica que sin duda se convertirá en un importante eje  turístico y cultural del sur del Perú.

### Muelle Artesanal
Es un hermoso y remozado muelle, una combinación perfecta junto a las olas del mar, teniendo como fondo el bello atardecer como fondo el mar azul y el cielo naranja, donde se puede contemplar la puesta de sol, dando un marco perfecto para una velada romántica e inolvidable.
Desde tiempos pasados, este muelle fue el escenario de puerto más importante de Sudamérica, pero por la invasión chilena en la guerra del Pacífico, el muelle quedó en abandono durante ese tiempo de invasión y disturbio pero no falto mucho para que los mollendinos restructuraran el muelle almacenando y embelleciendolo más ahora tiene mirador incluido en el cual se puede vizualizar el puerto bravo y sus bellas aguas esmeralda.

### Lagunas de Mejia
El Santuario Nacional Lagunas de Mejía se estableció el 24 de febrero de 1984, mediante Decreto Supremo N.º 015-84-AG. Está situado en la costa de Arequipa, con una extensión de 690.6 ha de humedales en la desembocadura del río Tambo; reviste enorme interés por ser una de las estaciones para aves migratorias más importantes en toda la costa peruana.
En el Santuario Nacional Lagunas de Mejía es posible encontrar 141 especies de aves, de las cuales 84 son residentes de la costa peruana y 57, migratorias, o sea que se las encuentra en esta zona solo en una determinada época del año, en su afán de escapar del crudo invierno de otras latitudes. De las migratorias, 17 llegan a Mejía de otras partes del Perú, 4 de otros países de Sudamérica y 34 desde América del Norte.
El Decreto Supremo No 015-84-AG de creación del Santuario Nacional Lagunas de Mejía, al considerar que el área constituye un refugio único en la región costera del país para las aves migratorias de otros continentes en su ruta migratoria norte-sur, así como un hábitat para las especies endémicas en peligro de extinción y albergue de importantes asociaciones de flora silvestre propias de ecosistemas acuáticos del litoral, declaró como objetivo principal del área la protección, particularmente de la fauna ornitológica migrante y endémica en peligro de extinción, así como las asociaciones de flora silvestre existentes.
El Santuario Nacional Lagunas de Mejía está ubicado en la costa del Pacífico sur del Perú, en el departamento de Arequipa, en los distritos de Mejía, Deán Valdivia y en una pequeña porción de Punta Bombón, a escasos metros de la línea de marea del Océano Pacífico. Su área de influencia abarca diferentes tipos de hábitats: pantanos, fangales salinos, totorales, monte ribereño, gramadales y vastas playas arenosas. Este complejo de hábitats reunidos en un área pequeña (690,6 ha), conforma uno de los humedales más importantes de la costa occidental de Sudamérica, el mismo que alberga un elevado número de especies de aves residentes y migratorias, así como otras muestras de fauna, flora y microflora característica de los humedales.
A pesar de su relativa cercanía a la línea ecuatorial, el área donde se localiza el Santuario Nacional Lagunas de Mejía cuenta con una temperatura media anual baja. Según la estación meteorológica más cercana (Mollendo), la temperatura media anual es de 19,8 °C y la precipitación total promedio anual es de 10,8 mm. Esto se debe en gran medida a la influencia de la Corriente Peruana o de Humboldt, de aguas frías marinas, cuya presencia también impide la formación de lluvias, haciendo que esta parte del litoral sea una zona extremadamente desértica desde el departamento de Ica en Perú hasta La Serena en Chile. Las precipitaciones en el área son escasas, presentándose comúnmente las denominadas garúas producto de las neblinas invernales.
El clima del lugar es propio de la zona de vida desierto seco - Templado Cálido o desierto superárido - Templado Cálido, caracterizado por ser extremadamente árido. Debido a la escasez de precipitaciones o la ausencia total de estas, algunos años son hidrológicamente secos.
En ambas márgenes de la boca del río Tambo hay lagunas de dimensiones variables y probablemente de diferentes orígenes.
Las lagunas situadas en el sector norte de la desembocadura del río, el sistema de lagunas Iberia y Mejía, son en realidad afloramientos de agua de retorno de irrigaciones localizadas en las Pampas de Iberia. El agua que origina estas lagunas proviene de las filtraciones y flujos superficiales de la Irrigación Ensenada-Mejía-Mollendo, que data del año 1942.
La Irrigación Iberia (Pampas de Iberia) influye en la laguna Iberia por efecto de filtraciones y escorrentías superficiales. El río Tambo además constituye una fuente importante de agua para las lagunas de Boquerón en vista que en su período de mayor descarga (diciembre a abril) parte de sus aguas inundan la zona baja del Boquerón alimentando las lagunas allí presentes. Esto se constata en las lagunas del sur del santuario por la presencia de aguas turbias cargadas de sedimentos. Adicionalmente, se sabe que estas lagunas reciben agua proveniente de la napa freática de la cuenca.
- Los gramadales
- Totorales
- Juncales

En estas asociaciones vegetales predominan ciertas especies, las cuales son responsables de sus nombres: la grama salada (Distichlis spicata), la totora (Typha angustifolia) y el junco (Scirpus americanus). Se localizan indistintamente a lo largo de las orillas de las lagunas y cubren superficies variables. Los gramadales suelen ocupar extensas áreas en todo el santuario y cubren un área aproximada de 380 ha. Los totorales se distribuyen hacia la zona sur alrededor de las lagunas de este sector, en forma de manchones en las riberas del río Tambo cubriendo un área aproximada de 26 hectáreas. Los juncales se distribuyen en suelos inundados cercanos a las lagunas central y sur, en forma de parches en la zona norte, y bordean los totorales y algunos sectores entre el gramadal y el monte ribereño. Estas asociaciones son lugar de anidación y refugio para las aves residentes, como garzas, pollas de agua, patos y gallinetas.
Vegetación
- Flora Salicornia: las especies vegetales que se encuentran en un lugar específico del santuario dependen principalmente de la abundancia de agua y de las condiciones del suelo. En la zona se encuentran 48 especies vegetales superiores y 17 algas o plantas inferiores.

- Fauna: presenta 205 especies de aves registradas, 86 migratorias, 80 residentes, 39 errantes. En un día puede observarse entre 30 y 50 especies. Es un punto crítico y estratégico para la migración de muchas especies de aves. Alberga las mayores poblaciones de pollas de agua, patos colorados, gallareta andina, además de 9 garzas, 7 patos, 8 gaviotas, 24 playeros, 10 chorlos, 9 rallidos y 12 gaviotines. Es el único lugar del Perú donde habita la choca de agua de pico amarillo. Es lugar de anidación de la gaviota capucho gris y el ostrero común.

Las Lagunas de Mejía presentan el único hábitat en casi 2000 km de costa con condiciones ambientales óptimas para el normal desarrollo de las poblaciones de aves residentes y migratorias. La fauna ornitológica característica del santuario está constituida por 4 grupos de especies, a saber: 1) Aves residentes del santuario, estimadas en 79 especies, que anidan en el santuario o sus inmediaciones y es factible encontrarlas durante todo el año en diversos ambientes del área protegida. 2) Aves residentes en el mar frente al santuario, de las que hay 6 especies registradas, a las cuales se les puede observar frecuentemente desde las playas. 3) Aves migratorias, que suman 80 especies, de las cuales 48 provienen de Norteamérica o el Ártico, 18 del sur de Sudamérica, 3 de la costa norte del Perú o norte de Sudamérica, y 10 de la zona andina y parte de la selva. 4) Aves de presencia ocasional, estimadas en 30 especies.
Entre las especies de particular importancia habría que destacar a la choca de pico amarillo (Fulica rufifrons), la garza azul (Egretta caerulea), la garza pechiblanca (Egretta tricolor) el playero blanco (Calidris alba) y la gaviota capucho gris (Larus cirrocephalus). Asimismo, hay poblaciones abundantes de diferentes especies de zambullidores, patos y chocas, entre las que sobresale especialmente la polla de agua (Gallinula chloropus), cuya densidad en el santuario es una de las mayores del mundo.
Otros elementos de fauna: si bien las especies de fauna más conspicuas y estudiadas en el santuario son las aves, existen otras especies animales que también habitan en el área. Entre estas sobresalen los sapos (Bufo limensis) comunes en los lugares muy húmedos, las lagartijas (Microlophus tigris) y las salamanquejas (Phyllodactylus gerrhopygus y Phyllodactylus angustidigitus) frecuentes en los gramadales y playas arenosas, los mamíferos como el zorrino (Conepatus chinga), el grisón (Galictis cuja), zorro gris (Pseudalopex griseus), chingungo o nutria de mar (Lutra felina) y el cuy silvestre (Cavia tschudii). También diversas especies de murciélagos (Myotis atacamensis, Glossophaga soricina, Amorphochi1us schnablii, Tadarida brasiliensis, Promops consenlis). Las especies de peces más notorias en las lagunas son la gambuzia (Poecillopsis sp.), liza (Mugil cephalus), pejerrey (Basyfichtys sp.) y monengue (Dormitator latifrons). Entre los invertebrados sobresalen el camarón de río (Cryphiops caementarius), cangrejo carretero (Ocypode gaudichaudii) y caracoles de agua especialmente importantes por ser alimento de muchas especies de aves.
- Acceso

Debido a su ubicación geográfica, el Santuario Nacional Lagunas de Mejía no tiene problemas de acceso. A él puede llegarse fácilmente a través de vías terrestres que parten desde Lima y desde las principales ciudades del sur del país. Hay cinco rutas alternativas de carreteras asfaltadas: Lima-Camaná-Repartición-Mollendo-Mejía (1020 km), Arequipa-Mollendo-Mejía (143 km), Arequipa-Cachendo-Cocachacra-Mejía (149 km), Tacna-Moquegua-El Fiscal Mejía (295 km) y la nueva carretera Costanera que va de Ilo a Valle de Tambo (aproximadamente 70 km)

### El Malecón Ratti
El Malecón Ratti es una inmensa terraza construida en lo alto del acantilado que divide la ciudad y el circuito de playas. Desde donde se puede aprecia la inmensidad del mar y sus playas, desde allí también se puede apreciar la antigua estación del ferrocarril, el muelle turístico, el complejo turístico Playa Uno, el parque acuático y el castillo de Forga.

### Estación de ferrocarril
Se encuentra emplazada en la parte baja de la ciudad, frente a la primera playa. Gozó de prestigio y popularidad, por ser puerta de entrada de carga y de pasajeros nacionales y extranjeros. El último personaje en viajar por tren de Mollendo a la ciudad de Arequipa, fue el presidente Manuel A. Odría.
De dos plantas, fábrica de la obra está basada en la cimentación de piedras de concreto así como el empleo de rieles cuádruples remachados a manera de columnas, pisos de madera machihembrados y cemento Pórtland inglés importado.
Ha sido declarada Monumento Histórico por R J. Nro 348-INC-91.
Cabe resaltar, la primigenia estación del ferrocarril de Mollendo, era la más hermosa de América del Sur, cuyo armazón de fierro se construyó en los talleres de Eiffel de París (Francia). La estación fue destruida el 10 de marzo de 1880 por la dinamita enemiga, durante la Guerra con Chile.
- ESTADO ACTUAL

Su estado actual es muy bueno ya que el monumento arquitectónico ha sido restaurado por iniciativa de la municipalidad provincial de Islay con el apoyo de empresas privadas, instituciones que hacen posible un adecuado mantenimiento.
La estación cultural Mollendo se encuentra ubicada en la avenida 28 de Julio N.º 129, a un costado del Malecón Ratty en Mollendo - Islay. La municipalidad provincial de Islay viene realizando las gestiones ante el Ministerio de Transportes para la recuperación de la Locomotora la Mollendina y el Coche Nro. 14, permitiendo con ello acondicionar en un futuro lo que será el museo del ferrocarril en el mismo sector

### Casa Pacífico
Conocida también con el nombre “Compañía de Lanchas”, es una imponente casona de dos plantas (de pino Oregón) de estilo inglés, construida el año 1912, con amplios ambientes en la primera planta, donde estaban instaladas las oficinas de la Compañía de Lanchas. Perteneció a la mundialmente empresa naviera “The Pacific Steam Navegation Company”, mudo testigo de la actividad comercial–portuaria de Mollendo. Ha sido declarada Monumento Arquitectónico por R J. Nro. 348-INC-91.

### La Casa Lomellini
No está considerada como monumento histórico, pero es una reliquia arquitectónica de Mollendo, de concreto armado, construido el año 1914. Su primer propietario fue el italiano Lucchi Lomellini. La primera planta con amplias ventanas, fue destinada para tiendas comerciales y oficinas. La segunda planta tiene ventanas de imposta fija de dos hojas, balcones de ménsula y terraza balaustrada, aquí funcionó el famoso hotel Europa de la familia Nicoli–Attimis.
La Casa Lomellini, ubicada a un costado de la plaza Bolognesi, es la expresión de la floreciente actividad comercial que antaño tuvo el puerto de Mollendo.

### Albergue Turístico La Aguadita
No se conoce en otros lugares atractivo turístico conformado por dos piscinas: de agua termal y de agua de mar, como el recinto turístico “La Aguadita”, construido en un barranco con un declive de 24 metros que comienza en la calle Melgar.
Del noreste al sudeste, la ciudad de Mollendo está cruzada por una gran falla que comienza a la altura de la avenida Mariscal Castilla, luego continúa por la intersección de las calles Puno y Arequipa, y viene a desembocar en los baños de “La Aguadita”.
A lo largo de esta falla, existen afloramientos de agua fuertemente mineralizados, y el de máximo caudal viene a constituir el manantial de “La Aguadita”, conocida desde el año 1630 y del cual hace referencia el sabio Antonio Raimondi cuando visitó Mollendo a principios de diciembre de 1863. Fue el ilustre médico arequipeño, doctor Edmundo Escomel Hervé (1876-1959), el investigador que más hizo, por dar a conocer las propiedades de las aguas de este manantial y publicó un folleto intitulado“Indicaciones y Contraindicaciones Médicas y Climatéricas de Mollendo como Puerto de Mar y como Balneario Termal por sus valiosas Fuentes de “La Aguadita”.
En 1877, un enfermo de parálisis, deseando bañarse como medida de higiene, en la época de verano, hizo un pocito, prosiguiendo a diario con los baños y grande fue su sorpresa, tras algunos días después, halló una soltura relativa de sus dolencias y con entusiasmo propagó las virtudes del manantial.
Durante la invasión chilena (1880), los enemigos usaron el manantial para dar de beber a sus caballos.
En la gestión municipal de don Eusebio Portugal, a propuesta del regidor Juan B. Arenas, se levantaron cuartos de madera y se construyeron dos pozos para la inmersión. Los alcaldes posteriores, dentro de sus posibilidades brindaron una mejor atención al público. En junio de 1924, a raíz del maremoto fue destruida su infraestructura; lo que motivó la remodelación del recinto pero de material noble, con otra piscina de agua salada que tiene un orificio de 90 cm de diámetro, por donde el agua del mar penetra cada vez que las olas baten el muro.
Hasta la década del 60 del siglo pasado la piscina termal, prestó excelentes servicios a las personas que acudían a bañarse con prescripción médica, pero el recinto también fue escenario de actividades sociales como las tradicionales kermés realizadas por el Club Deportivo Islay
Por la acción incesante de la humedad, la infraestructura de “La Aguadita” sufrió graves deterioros y estuvo a punto de colapsar, siendo clausurada por disposición municipal, pero los niños sin prevenir el peligro se las ingeniaban para ingresar y bañarse en época de verano.
El año 1996, el presidente Alberto Fujimori visitó Mollendo y atendiendo el clamor de los vecinos, principalmente de la juventud, que le pidió en la plaza Bolognesi la refacción de La Aguadita, comprometió a FONCODES y a la municipalidad provincial de Islay, su refacción.
El 12 de febrero del 2000 en un marco impresionante de alegría, remembranzas y calor popular, el contador colegiado, Miguel Román Valdivia, alcalde de la municipalidad provincial de Islay, inauguró la moderna y hermosa remodelación de La Aguadita, con sus servicios higiénicos, vestuario, miradores, pérgolas, snack-restaurante, playa de estacionamiento, áreas verdes; e iluminación nocturna de primera.
Las costumbres sociales se heredan y tienen vigencia a través del tiempo y recordando lejanos tiempos, en el verano del 2003 se realizó la IV edición del Festival Acuático–Danzant, siendo lo más atractivo y espeluznante los clavados de 10-15 y 20 m de altura a la piscina de agua salada y en la parte posterior del recinto.
Otros monumentos históricos o reliquias arquitectónicas han sido declarados como tales: Iglesias del Señor de los Desamparados de Punta de Bombón y la Inmaculada Concepción de Mejía de conformidad con las Resoluciones Directorales N°946-INC del 1 de octubre de 2002, respectivamente; la estación ferroviaria de La Ensenada; el puente peatonal de fierro Malecón–playa de Mollendo; las plazas Bolognesi y Grau de Mollendo y 36 casas de madera de Mejía que por su singular belleza y antigüedad, han sido declaradas por el Municipio del lugar, reliquias arquitectónicas intangibles, entre las que podemos mencionar como monumento histórico la casa del fundador del balneario de Mejía, Coronel Trinidad Pacheco Andía.

### Plaza de Armas
La antigua plaza de Mollendo, fue desde la antigüedad el punto de reunión de la población en festividades públicas, alrededor de ella se encuentran las primeras construcciones de la ciudad, data del año 1800 aproximadamente, casi todas echas de Madera traídas de los `Estados Unidos. Alrededor de esta se encuentran los principales hoteles y el centro Financiero

### Ferrocarril "La Mollendina"
Después de 50 años, el ferrocarril La Mollendina regresó a Mollendo como atractivo turístico, este ferrocarril fue el primero en circular por el ferrocarril del sur, se encuentra al ingreso del parque acuático.

### La Villa Velásquez
Solariega mansión de madera (pino Oregón) construida el año 1912. Esta reliquia de estilo inglés, conserva sus elementos arquitectónicos originales: en la primera planta tiene 5 arcos trilobulados, barandas con balaustres, una portada franqueada por dos columnas dóricas, amplios ventanales a sus costados, al lado derecho hay una escalera caracol que conduce a la segunda planta que tiene un amplio balcón–mirador.
La Villa Velásquez rememora la etapa de esplendor de la arquitectura que tuvo el puerto de Mollendo. Ubicada en la avenida Mariscal Castilla ha sido declarada Monumento Histórico por R J. Nro 348-INC-91.

### Las Lomas
Es un privilegio de ciertos cerros del litoral disponer de vegetación herbácea, que se forma a causa de las lloviznas o garúas de la estación. A veces se presentan años poco lluviosos, y las lomas no verdean y en todo su esplendor, pero cuando el invierno viene con bastante humedad, es difícil explicar con palabras la esplendidez del paisaje que se forma. La roja tierra arcillosa se impregna del líquido elemento y una flora abundantísima y multicolor cubre la cresta y las laderas de las colinas.
Hay flores hermosas pero traicioneras, como la ortiga; otras que exhalan un aroma exquisito, como el amancae blanco, que solo existe en Mollendo y en Camaná.
Abunda también el suncho, la ambarina, el cuyajo, la clavelina, y una malvácea menuda, de flores lilas y celestes que cubren literalmente las lomas, dándoles un aspecto de fantasía.
Tras tanta belleza, se esfuma cuando llega los rigores del verano; todo lo verde muere y el cerro adquiere una aridez desoladora.

## Transporte

### Aeropuerto
La ciudad de Mollendo es atendida por el pequeño civil Mollendo Aeropuerto, que sirve de aterrizaje de aeroplanos y avionetas, generalmente de turismo aéreo por la ciudad.

### Ferrocarril
Solo en época de verano, se usaba de transporte de veraneantes provenientes de las ciudad de Arequipa, en la actualidad se utiliza para el transporte de combustible, este ferrocarril conecta con las principales ciudades del sur: Mollendo - Arequipa - Cuzco - Puno - La Paz (Bolivia). En Mollendo se levantó un hospital para atender a los trabajadores del ferrocarril y se desembarcaba todo el material que abría de utilizarse en la obra. Se construyeron viviendas y hoteles; desde ese momento Mollendo renace e inicia su ascendente desarrollo gracias a la histórica decisión del ingeniero Enrique Meiggs, el verdadero fundador de Mollendo contemporáneo.
La vía férrea de Arequipa a Mollendo de 172 km, de longitud y 1,44 m de trocha, quedó terminada el 24 de diciembre de 1870 a un alto precio en muertes y sacrificio humano: 2000 braceros murieron cumpliendo su deber.
El 6 de enero de 1871, se expiden dos controvertidos e históricos decretos por los cuales se declara el puerto de Mollendo, como término provisional del ferrocarril, clausurando el puerto de Islay para el arribo de mercaderías, debiendo por consiguiente arribar al puerto de Mollendo y autoriza al Ing. Meiggs la construcción de los locales que sean necesarios para el desempeño de las labores.
Es esta la razón histórica por la cual los mollendinos celebran su aniversario el 6 de enero, pues a partir de esta fecha surge a la vida pública el pueblo bizarro y altivo de Mollendo.

### Terminal Terrestre
De funcionamiento durante todo el año, el terminal terrestre de Mollendo, es administrado por 'Emattmo, empresa municipal administradora del terminal terrestre de Mollendo
El terminal de Mollendo se encuentra a 12 km del puerto de Matarani y a 105 km de la ciudad de Arequipa. El terminal Mollendo sirve a los departamentos de Arequipa, Apurimac, Moquegua, Cusco, Puno, entre otros. Adicionalmente, desde Mollendo se puede de atender La Paz y la zona occidental de Bolivia.
Desde el terminal de Mollendo se tiene fácil acceso a la carretera Arequipa-Matarani y a la carretera Panamericana Sur (en el kilómetro 982), a la carretera Arequipa-Juliaca y a la carretera costanera (que une Mollendo con Ilo), donde estas últimas forman parte del Corredor Vial Interoceánico Sur / Eje Perú – Brasil – Bolivia de IIRSA. Asimismo cuenta con acceso al Ferrocarril del Sur que une Mollendo y Matarani con Arequipa, Juliaca/Puno y Cuzco. El aeropuerto comercial más cercano se ubica en la ciudad de Arequipa.
Con una capacidad instalada (total) de 513 mil barriles y un despacho anual promedio de 7.1 millones de barriles/año, en el Plano de Ubicación del Terminal CT - Mollendo terminal de Mollendo actualmente se manipulan productos como Residual 500, Asfalto RC250, Kerosene, Turbo A1, Diésel 2, Gasolina 84, Gasolina 90, entre otros. Este terminal abastece a vagones (ferroviarios) tanque así como también a camiones cisterna indistintamente.

### Puerto
La ciudad cuenta con el muelle turístico, en la antigüedad fue el puerto más importante de América del Sur, pero por los destrozos de la guerra del Pacífico, el muelle quedó en ruinas, actualmente fue reformado y se piensa convertirlo en muelle pesquero para embarque y desembarque de pequeños productos para el consumo de la ciudad.
Pero a 12 km al norte se encuentra el puerto de Matarani. Constituye uno de los tres puertos del Pacífico peruano (Marcona e Ilo) por donde sale la carretera Interoceánica hacia el sur del Perú y los países vecinos de Brasil y Bolivia interconectando por estas vías al atlántico brasileño. raa
Este puerto, logró ubicarse en 2008 como el segundo con mayor tráfico del Perú después del Callao.
En este puerto llegan cruceros en las épocas de noviembre hasta febrero de diferentes partes del mundo, partiendo principalmente del puerto del Callao hacia la Patagonia chilena.